# مغارة هرقل
مغارة هرقل هي مغارة تقع في رأس سبارطيل بمدينة طنجة بشمال المغرب. تمتد المغارة على مسافة ثلاثين مترا في بطن الجبل، ونسجت حول المغارة عشرات الأساطير التي تعود معظمها إلى الثقافة الإغريقية.
تعتبر مغارة هرقل من المواقع السياحية والإيكولوجية المميزة بالمغرب، مما يجعلها واحدة من أبرز المعالم السياحية بشمال المغرب.، تعتبر مغارة هرقل من أجمل الأماكن السياحية في مدينة طنجة، وتعتبر واحدة من أكبر المغارات في افريقيا، حيث يأتي الكثير من الزوار من مختلف بقاع العالم لزيارتها

## الأساطير
كان يُعتقد منذ فترة طويلة أن المغارة لا قاع لها. كان يُعتقد أن المغارة هي إحدى طرفي نفق تحت الأرض يبلغ طوله أكثر من 24 كيلومترًا (15 ميلًا) ويمر تحت مضيق جبل طارق ويخرج عند كهف سانت ميخائيل في جبل طارق. تقول الأسطورة أن قرود المكاك البربري جاءت إلى صخرة جبل طارق من المغرب بهذه الطريقة.
تقول التقاليد الأسطورية أيضًا أن الإله اليوناني هرقل أقام ونام في هذه المغارة قبل أن يقوم بعمله الحادي عشر (أحد الأعمال الـ 12 التي أعطاها له الملك يوريستيوس ملك تيرينز) وهو الحصول على التفاح الذهبي من حديقة هيسبيريديس، والتي قال بعض الكتاب اليونانيين القدماء إنها تقع بالقرب من ليكسوس (إحدى مدن العرائش).
وفقًا لبعض المصادر الرومانية، بينما كان هِرَقل في طريقه إلى حديقة هيسبيريديس، اضطر إلى عبور الجبل الذي كان في السابق أطلس. بدلاً من تسلق الجبل العظيم، استخدم هِرَقل قوته الخارقة لتحطيمه. وبذلك، ربط المحيط الأطلسي بالبحر الأبيض المتوسط وشكل مضيق جبل طارق. جزء من الجبل المنفصل هو جبل طارق والآخر هو إما جبل هاشو في سبتة أو جبل موسى (المعروف باسم مونس أبيلا في العصور الكلاسيكية) في المغرب. يُعرف هذان الجبلان معًا منذ ذلك الحين باسم أعمدة هِرَقل، على الرغم من ارتباط سمات طبيعية أخرى بالاسم. ويرى ديودور الصقلي أنه بدلاً من تحطيم البرزخ لإنشاء مضيق جبل طارق، قام هرقل بتضييق المضيق الموجود بالفعل لمنع الوحوش من المحيط الأطلسي من دخول البحر الأبيض المتوسط.
تقول نسخة الأساطير اليونانية أن هرقل ذهب إلى أطلس وعرض عليه رفع السماء بينما حصل أطلس على التفاح من حديقة بناته، وهي هيسبيريديس التي كان يحرسها أيضًا التنين لادون. ومع ذلك، عند عودته مع التفاح، حاول أطلس خداع هرقل لحمل السماء بشكل دائم من خلال عرض تسليم التفاح بنفسه، حيث يجب على أي شخص يحمل العبء عمدًا أن يحمله إلى الأبد، أو حتى يأخذه شخص آخر. تظاهر هرقل، الذي شك في أن أطلس لم يكن ينوي العودة، بالموافقة على عرض أطلس، وطلب فقط أن يأخذ أطلس السماء مرة أخرى لبضع دقائق حتى يتمكن هرقل من إعادة ترتيب عباءته كحشوة على كتفيه. عندما وضع أطلس التفاح وأخذ السماء على كتفيه مرة أخرى، أخذ هرقل التفاح وهرب.

## تاريخ
في عام 6000 قبل الميلاد، كانت مغارة هرقل مأهولة بسكان العصر الحجري الحديث.
اكتُشِفَتْ عام 1096 ميلادية. وفي عام 1920، تم افتتاح المغارة رسميًا للعموم. تم إعلانها موقعًا للتراث الوطني في عام 1952. وفي عام 1982، تم تركيب مصابيح كهربائية فيها.
وفي عام 1986، تم نثر رماد الفنان والكاتب الشهير بريون جيسين في المغارة.
في 23 أكتوبر 1995، أحيت فرقة الروك البريطانية ديف ليبارد حفلًا موسيقيًا في المغارة (إلى جانب حفلات موسيقية في لندن وفانكوفر بكندا)، وبذلك أصبحت أول فرقة روك تقدم ثلاث حفلات في ثلاث قارات في يوم واحد. وقد تم اعتماد هذا الإنجاز من قبل موسوعة موسوعة غينيس للأرقام القياسية.
في 20 ديسمبر 2003، تم إغلاق المغارة أمام العموم بسبب الانهيار الصخري الناجم عن أعمال البناء القريبة، مما استلزم إجراء إصلاحات وضمان سلامة الزوار. وفي يناير 2004، أعيد فتح المغارة للعموم.
في أكتوبر 2015، أُعيد فتح المغارة بعدما أشرف الملك محمد السادس على تدشين مشروع لتأهيلها، وتضمن المشروع تثمين هذه المغارة (10 ملايين درهم)، وتدعيم جدرانها، وإعادة تهيئة الفضاءات الخارجية، وبناء محلات تجارية ومقاه ومطاعم، وتحديث شبكة الإنارة.

## فعاليات فنية
تم تنظيم برنامج “نوستاليجا تاريخية” في الفترة الممتدة من 4 يوليوز إلى 4 شتنبر 2024, تضمنت العروض الرقمية، التي أُقيمت على جدران مغارة هرقل، استعراضًا لأسطورة "هرقل" وأعماله الاثني عشر، مع التركيز بشكل خاص على مهمته لقطف التفاحات الذهبية من حديقة الهيسبيريديس، التي يُعتقد أنها كانت قريبة من موقع "ليكسوس". كما أبرزت العروض التحديات التي واجهها هرقل أثناء تنفيذ هذه المهمة.

## صور

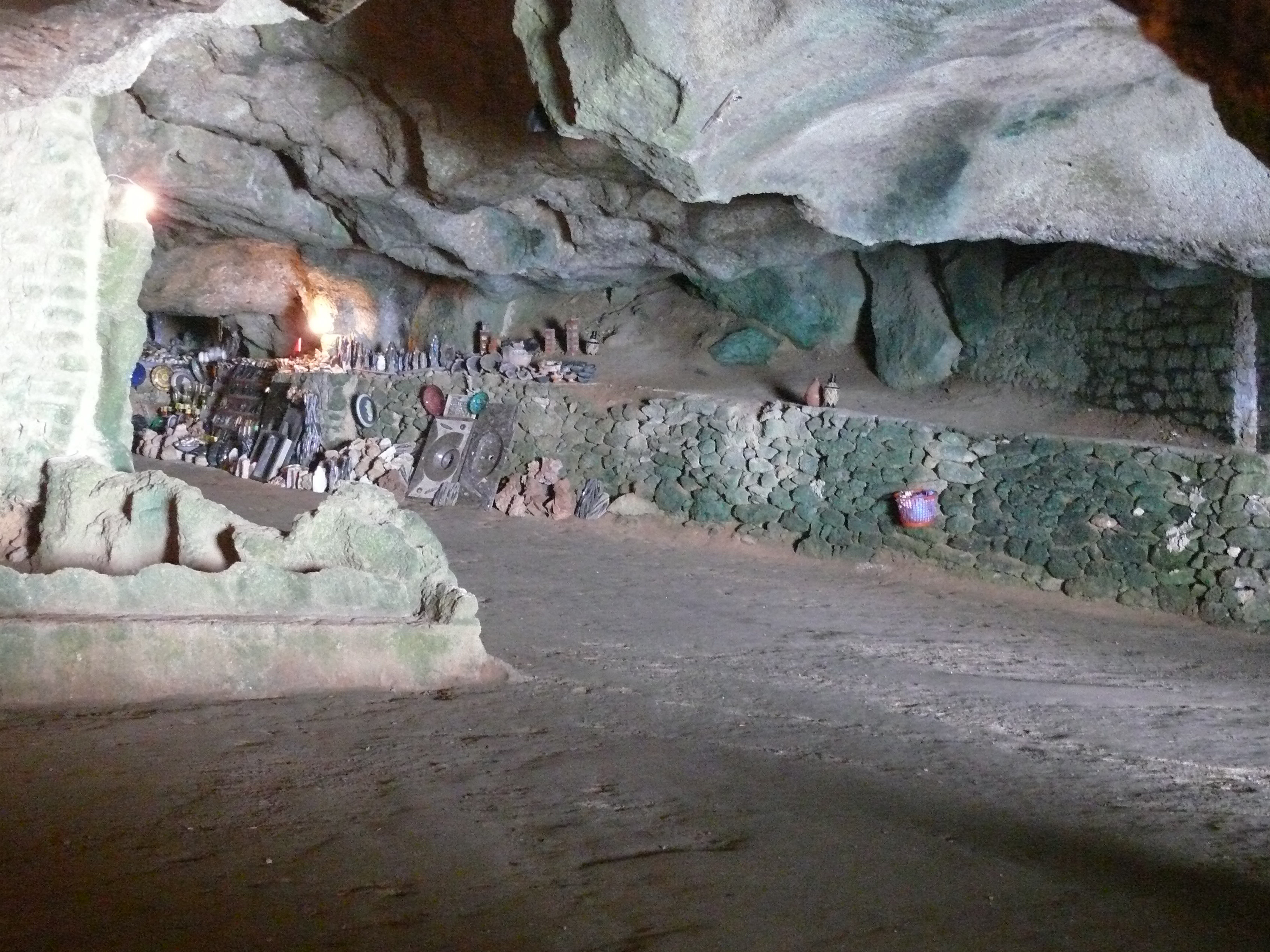
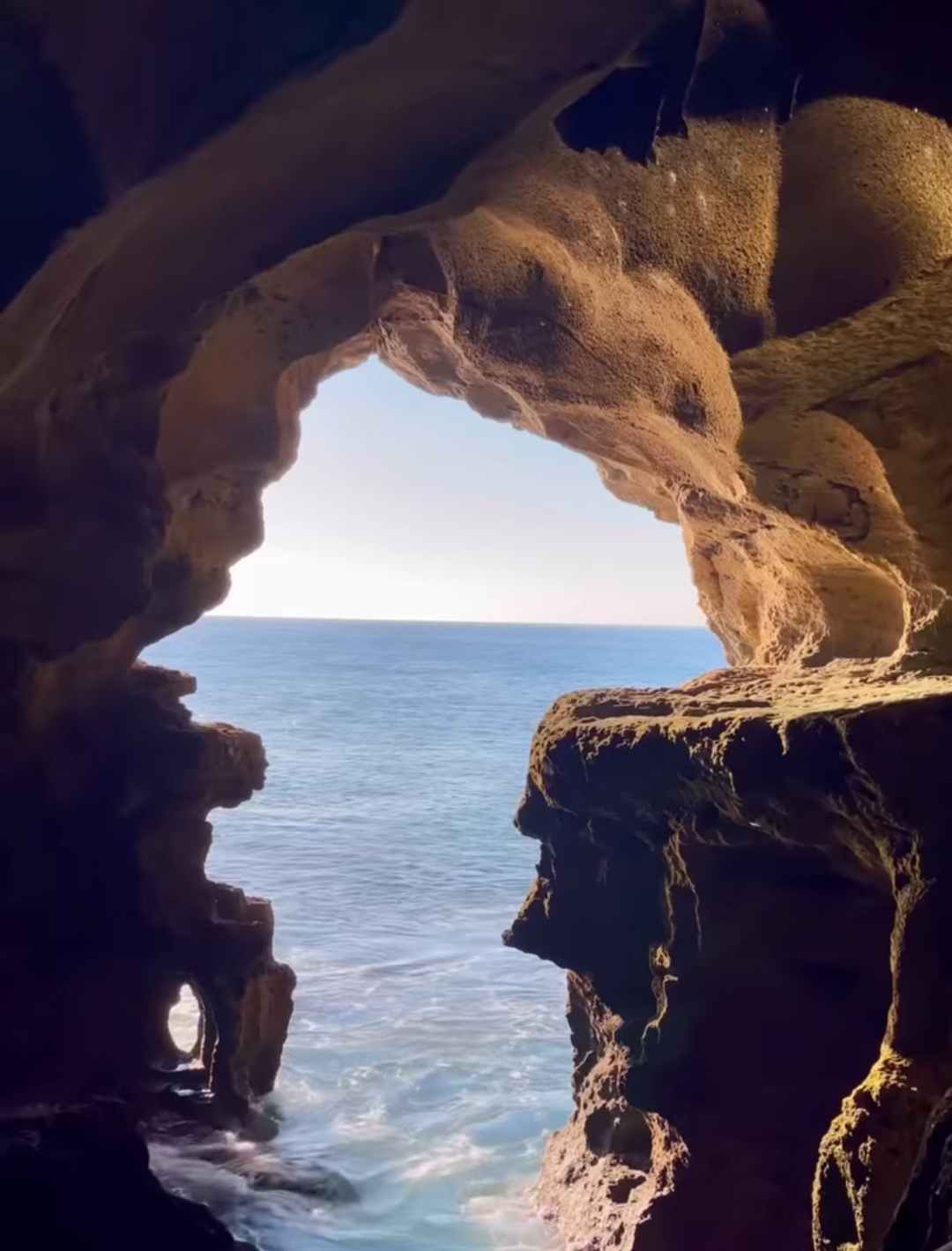
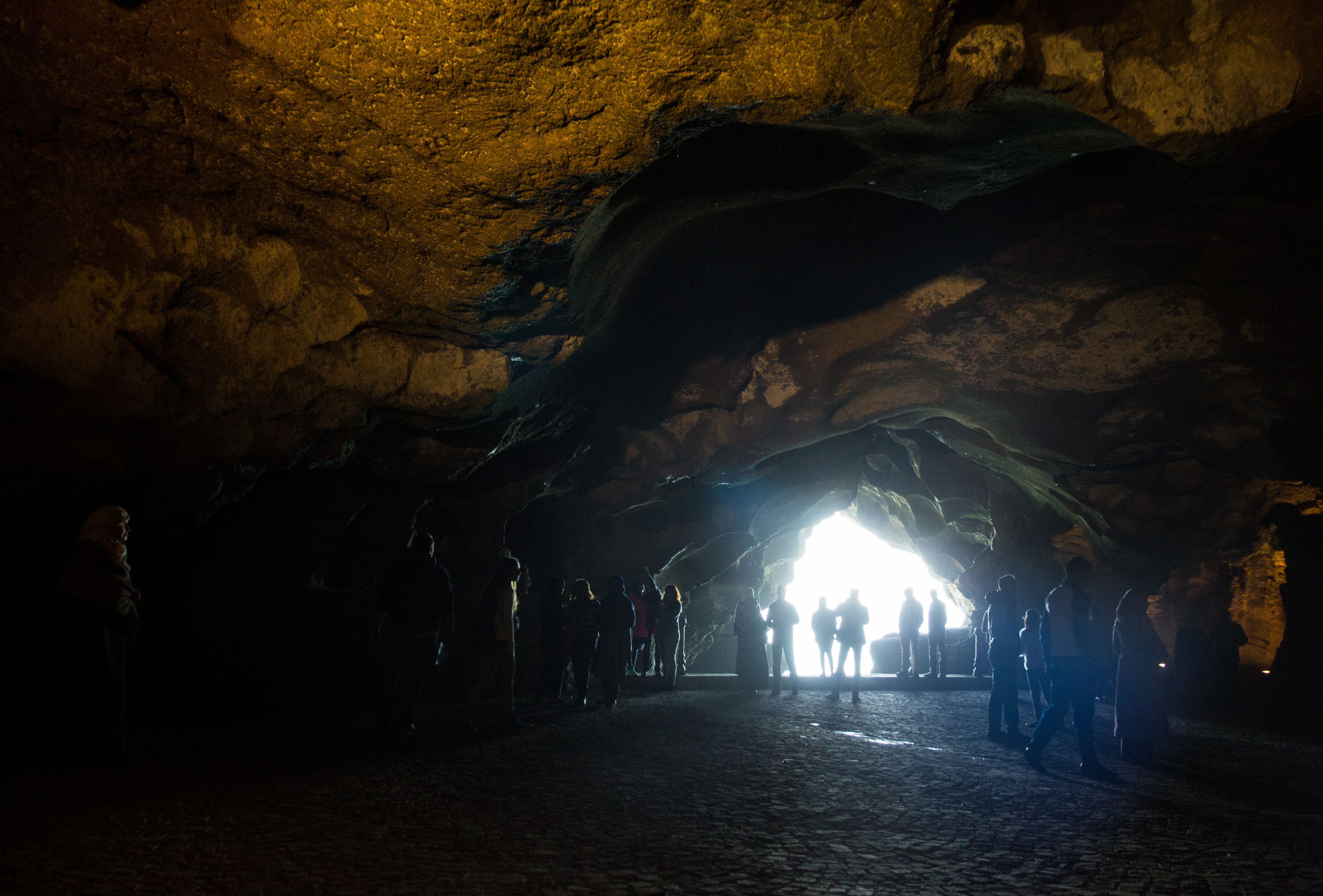
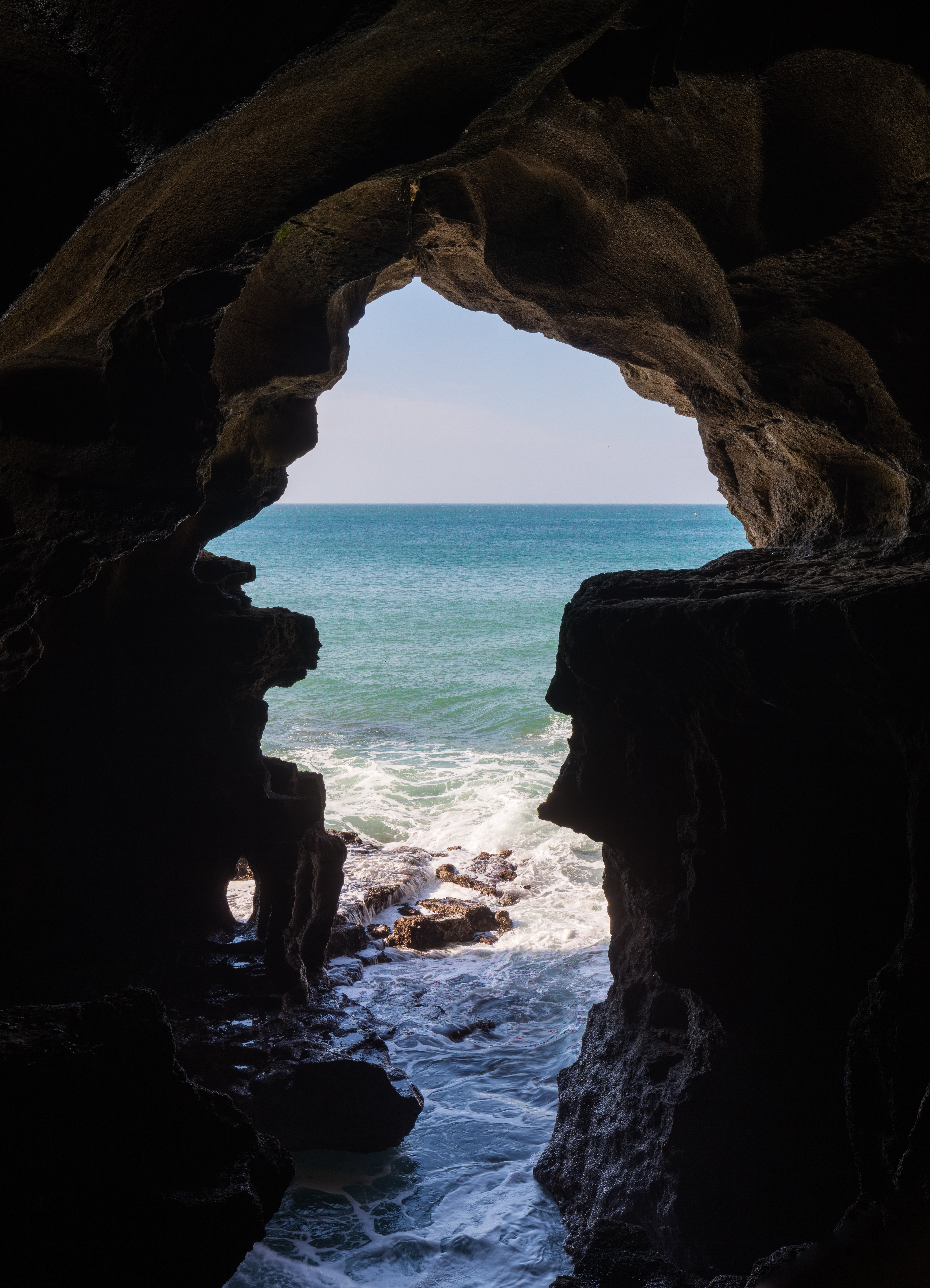